# Bahnhof Augsburg Hirblingerstraße

Der Bahnhof Augsburg Hirblingerstraße befindet sich im Stadtteil Bärenkeller im Nordwesten von Augsburg und wurde zum 1. Dezember 1940 für den Verkehr zwischen dem damals jungen Stadtteil, dem Stadtzentrum und den Vororten eröffnet. Er war bis Anfang der 1990er-Jahre als Halt für Regionalbahnen nach Dinkelscherben, Markt Wald, Ulm und Welden in Betrieb. Aufgrund verkehrstechnischer Überlegungen (die Bahnsteige waren für vorbeifahrende ICE-Schnellfahrten zu eng) wurde seine Bedienung im Personenverkehr eingestellt. Er dient derzeit nur noch als Betriebsbahnhof.

## Aufbau
Der Bahnhof ist als Durchgangsbahnhof angelegt und hat vier Gleise und zwei Mittelbahnsteige. Die beiden mittleren Gleise (zwischen den Bahnsteigen) kommen von Gleis 6 beziehungsweise führen zu Gleis 7 des Bahnhofes Augsburg-Oberhausen (sogenannte Güterbahn), Richtung Westen erreichte man früher Dinkelscherben, Markt Wald, Welden und Ulm. Die Weiche, die zur Weldenbahn führte, ist allerdings ausgebaut und die Strecke nach Welden stillgelegt sowie nahezu vollständig zurückgebaut. Über diese beiden mittleren Gleise fahren nur Regional- und Güterzüge.
Die beiden äußeren Gleise kommen von Gleis 1 beziehungsweise führen zu Gleis 2 des Bahnhofes Augsburg-Oberhausen. Richtung Westen erreichte man dort früher Dinkelscherben, Markt Wald und Ulm. Über diese beiden äußeren Gleise läuft sowohl der Regional- als auch der Fernverkehr.

## Bahnhofsgebäude
Der frühere Warteraum und Schalter wurden zusammen mit dem ehemaligen Kiosk in eine Kneipe umgewandelt, die auch die ehemaligen Bahnhofstoiletten nutzt. Ungewöhnlich ist hier, dass man zum Toilettengang die Gaststätte verlassen muss, da die Toiletten in einem anderen Gebäude untergebracht sind.
Im September 2013 bestätigte die Bahn-Immobilientochter Aurelis den geplanten Verkauf des Gebäudes. Nach der Aussage des Augsburger Stadtbaurates würde der Verkauf der Immobilie einer Reaktivierung nicht im Wege stehen, da ein Zugang laut einer Machbarkeitsstudie auch über eine Treppe von der Straßenüberführung erfolgen könnte.
Im Oktober 2013 meldete die Stadt Augsburg den Ankauf des ca. 800 m² großen Grundstücks samt Bahnhofsgebäude, um einen Verkauf an einen privaten Investor zu verhindern.

## Zukunft
Die Bahnsteige der Station blieben auch nach der Außerbetriebnahme erhalten. Es bestehen Planungen, den Bahnhof im Zuge der Einrichtung des Regio-Schienen-Taktes Augsburg wieder als Bahnstation für Personenzüge in Betrieb zu nehmen.

## Trivia
Ebenso wie beim Bahnhof Augsburg Haunstetterstraße schreibt die Deutsche Bahn den Namen „Hirblingerstraße“ in einem einzigen Wort, obwohl die namengebende Straße amtlich „Hirblinger Straße“ heißt, da sie nach Hirblingen führt. Die Haltestellennamen entsprechen somit längst nicht mehr den geltenden Rechtschreibregeln.